# Lista planetelor minore: 55001–56000
| Nume                                            | Denumire provizorie                             | Data descoperirii                               | Locul descoperirii                              | Descoperitor(i)                                 |                                                 |                                                 |                                                 |                                                 |                                                 |                                                 |                                                 |                                                 |                                                 |                                                 |                                                 |                                                 |                                                 |                                                 |                                                 |                                                 |                                                 |                                                 |                                                 |                                                 |                                                 |                                                 |                                                 |                                                 |                                                 |                                                 |                                                 |                                                 |                                                 |                                                 |                                                 |                                                 |                                                 |                                                 |                                                 |                                                 |                                                 |                                                 |                                                 |                                                 |                                                 |                                                 |                                                 |                                                 |                                                 |
| 55001–55100 Lista planetelor minore/55001–55100 | 55001–55100 Lista planetelor minore/55001–55100 | 55001–55100 Lista planetelor minore/55001–55100 | 55001–55100 Lista planetelor minore/55001–55100 | 55001–55100 Lista planetelor minore/55001–55100 | 55101–55200 Lista planetelor minore/55101–55200 | 55101–55200 Lista planetelor minore/55101–55200 | 55101–55200 Lista planetelor minore/55101–55200 | 55101–55200 Lista planetelor minore/55101–55200 | 55101–55200 Lista planetelor minore/55101–55200 | 55201–55300 Lista planetelor minore/55201–55300 | 55201–55300 Lista planetelor minore/55201–55300 | 55201–55300 Lista planetelor minore/55201–55300 | 55201–55300 Lista planetelor minore/55201–55300 | 55201–55300 Lista planetelor minore/55201–55300 | 55301–55400 Lista planetelor minore/55301–55400 | 55301–55400 Lista planetelor minore/55301–55400 | 55301–55400 Lista planetelor minore/55301–55400 | 55301–55400 Lista planetelor minore/55301–55400 | 55301–55400 Lista planetelor minore/55301–55400 | 55401–55500 Lista planetelor minore/55401–55500 | 55401–55500 Lista planetelor minore/55401–55500 | 55401–55500 Lista planetelor minore/55401–55500 | 55401–55500 Lista planetelor minore/55401–55500 | 55401–55500 Lista planetelor minore/55401–55500 | 55501–55600 Lista planetelor minore/55501–55600 | 55501–55600 Lista planetelor minore/55501–55600 | 55501–55600 Lista planetelor minore/55501–55600 | 55501–55600 Lista planetelor minore/55501–55600 | 55501–55600 Lista planetelor minore/55501–55600 | 55601–55700 Lista planetelor minore/55601–55700 | 55601–55700 Lista planetelor minore/55601–55700 | 55601–55700 Lista planetelor minore/55601–55700 | 55601–55700 Lista planetelor minore/55601–55700 | 55601–55700 Lista planetelor minore/55601–55700 | 55701–55800 Lista planetelor minore/55701–55800 | 55701–55800 Lista planetelor minore/55701–55800 | 55701–55800 Lista planetelor minore/55701–55800 | 55701–55800 Lista planetelor minore/55701–55800 | 55701–55800 Lista planetelor minore/55701–55800 | 55801–55900 Lista planetelor minore/55801–55900 | 55801–55900 Lista planetelor minore/55801–55900 | 55801–55900 Lista planetelor minore/55801–55900 | 55801–55900 Lista planetelor minore/55801–55900 | 55801–55900 Lista planetelor minore/55801–55900 | 55901–56000 Lista planetelor minore/55901–56000 | 55901–56000 Lista planetelor minore/55901–56000 | 55901–56000 Lista planetelor minore/55901–56000 | 55901–56000 Lista planetelor minore/55901–56000 | 55901–56000 Lista planetelor minore/55901–56000 |
| ----------------------------------------------- | ----------------------------------------------- | ----------------------------------------------- | ----------------------------------------------- | ----------------------------------------------- | ----------------------------------------------- | ----------------------------------------------- | ----------------------------------------------- | ----------------------------------------------- | ----------------------------------------------- | ----------------------------------------------- | ----------------------------------------------- | ----------------------------------------------- | ----------------------------------------------- | ----------------------------------------------- | ----------------------------------------------- | ----------------------------------------------- | ----------------------------------------------- | ----------------------------------------------- | ----------------------------------------------- | ----------------------------------------------- | ----------------------------------------------- | ----------------------------------------------- | ----------------------------------------------- | ----------------------------------------------- | ----------------------------------------------- | ----------------------------------------------- | ----------------------------------------------- | ----------------------------------------------- | ----------------------------------------------- | ----------------------------------------------- | ----------------------------------------------- | ----------------------------------------------- | ----------------------------------------------- | ----------------------------------------------- | ----------------------------------------------- | ----------------------------------------------- | ----------------------------------------------- | ----------------------------------------------- | ----------------------------------------------- | ----------------------------------------------- | ----------------------------------------------- | ----------------------------------------------- | ----------------------------------------------- | ----------------------------------------------- | ----------------------------------------------- | ----------------------------------------------- | ----------------------------------------------- | ----------------------------------------------- | ----------------------------------------------- |

| Predecesor: 54001–55000 | Lista planetelor minore 55001–56000 Semnificații ale numelor: 55001–56000 | Succesor: 56001–57000 |